# Brankica Mihajlović
Brankica Mihajlović (Brčko, 13 de abril de 1991) é uma voleibolista sérvia que atua na posição de ponteira. Defende atualmente o clube japonês JT Marvelous.

## Carreira
Brankica defendeu as cores da Bósnia e Herzegovina nas categorias de base, mas depois optou por solicitar a cidadania Sérvia e defender as cores do país. Jogou pela primeira vez em 2012 quando disputou Liga Europeia conquistando a medalha de bronze. Disputou as Olimpíadas de Londres no mesmo ano. Em 2013 ficou na terceira colocação no Grand Prix. No ano de 2015, obteve a medalha de prata na Copa do Mundo e o bronze nos Jogos Europeus e no Campeonato Europeu. Na Olimpíada do Rio em 2016, conseguiu a medalha de prata. Já em 2018, tornou-se campeã mundial pela Sérvia em Yokohama, no Japão.

## Clubes
| Club                  | De        | À         |
| --------------------- | --------- | --------- |
| VC Jedinstvo Brcko    | 2006-2007 | 2008-2009 |
| Voléro Zurich         | 2009-2010 | 2010-2011 |
| Hyundai Hillstate     | 2011-2012 | 2011-2012 |
| Racing Club de Cannes | 2012-2013 | 2012-2013 |
| Unilever RJ           | 2013-2014 | 2013-2014 |
| Voléro Zurich         | nov 2014  | dez 2014  |
| Hisamitsu Springs     | 2014-2015 | 2014-2015 |
| Fenerbahçe İstanbul   | 2015-2016 | 2015-2016 |
| Tianjin Bohai Bank    | 2016-2017 | 2016-2017 |
| JT Marvelous          | 2017-2018 | 2018-2019 |
| Fenerbahçe İstanbul   | 2019-2020 | 2020-2021 |
| Vero Volley Monza     | 2021-2022 | -         |